# Federacja Niemieckojęzycznych Anarchistów

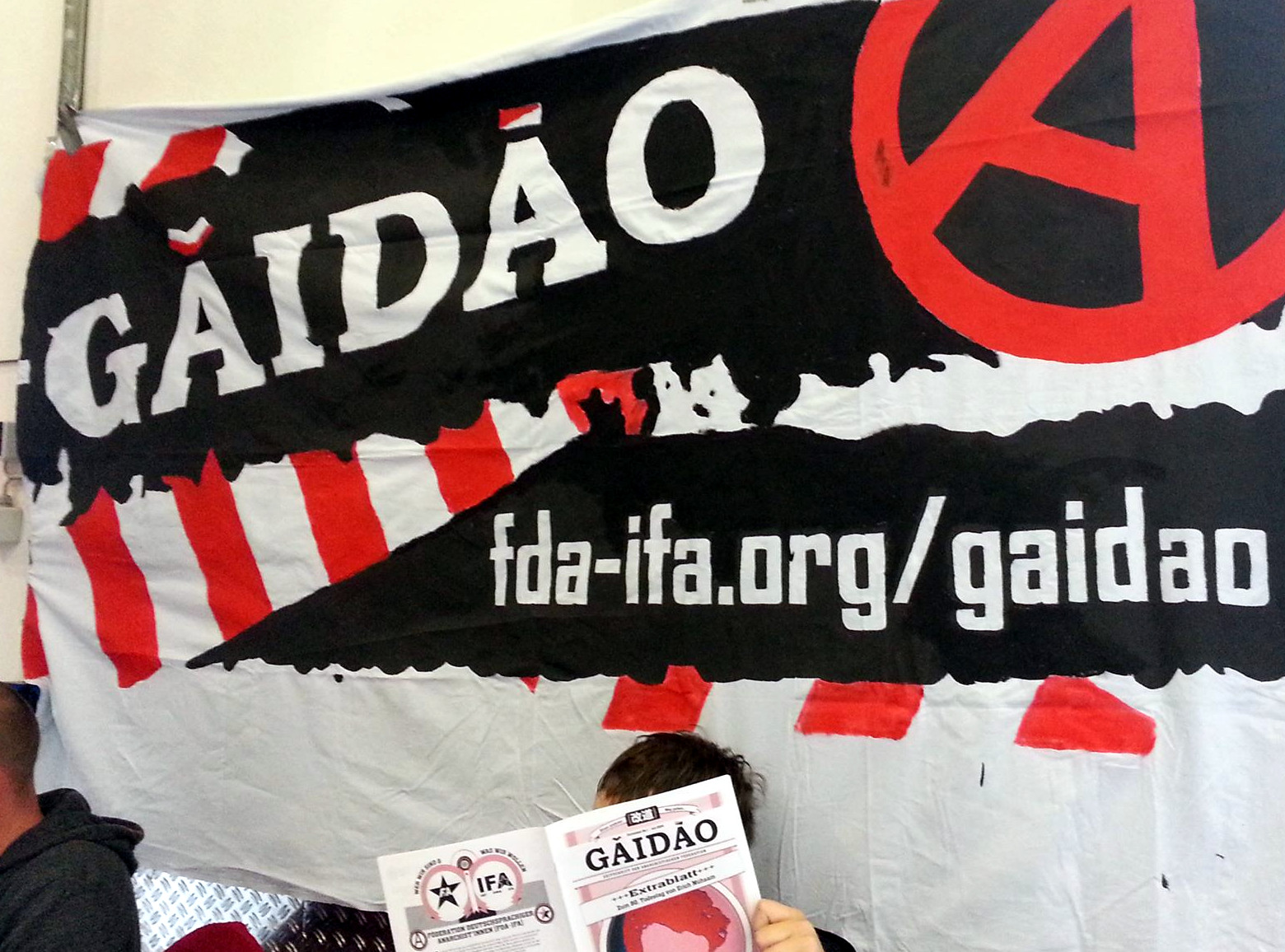
Transparent oraz okładka gazety Gǎidào

Federacja Niemieckojęzycznych Anarchistów, niem. Föderation deutschsprachiger Anarchist*innen, FdA – działająca na terenie Niemiec oraz Szwajcarii federacja grup anarchistycznych, istniejąca od 2004. Należy do Międzynarodówki Federacji Anarchistycznych.

## Opis
FdA wykształciła się z Federacji Anarchistycznej w Niemczech (AFiD), która to od 1989 działał jako Inicjatywa na rzecz federacji anarchistycznej w Niemczech (I-AFD). Na początku 1996 I-AFD obejmowała 5 grup, dlatego postanowiono zrezygnować z inicjatywy i założyć Federację Anarchistyczną w Niemczech (AFiD). A w 2000, na ostatnim spotkaniu AFiD, po dokładnej analizie stanu faktycznego, niedociągnięć, ale także potencjału i możliwości ruchu anarchistycznego w obszarze niemieckojęzycznym, postanowiono o zakończeniu działalności AFiD. Pozostali działacze założyli następnie „Federację anarchistów niemieckojęzycznych (FdA)”, jednocześnie zachowując statut i zasady AFiD. Na dorocznym spotkaniu FdA w Elmstein w lutym 2004 określono struktury, zasady i cele FdA oraz zaplanowano przyszłe projekty. Na dwóch kongresach w Kolonii w 2005 m.in. sporządzono i przyjęto nową deklarację zasad wraz ze statutem, która uchyliła starą deklarację zasad i statut AFiD, które do tej pory były podstawą roboczą FdA. Postanowiono stworzyć nową publikację „Veto”, która jednak pojawiła się tylko raz jako plik PDF.  
FdA wydaje od 2011 magazyn internetowy [改道] Gǎidào ("iść inną drogą"), który od 2013 wydawany jest również w wersji papierowej.  